# Shafter (Contea di Kern)
Shafter è una città degli Stati Uniti d'America situata nella Contea di Kern, nello Stato della California.